# La Princesse

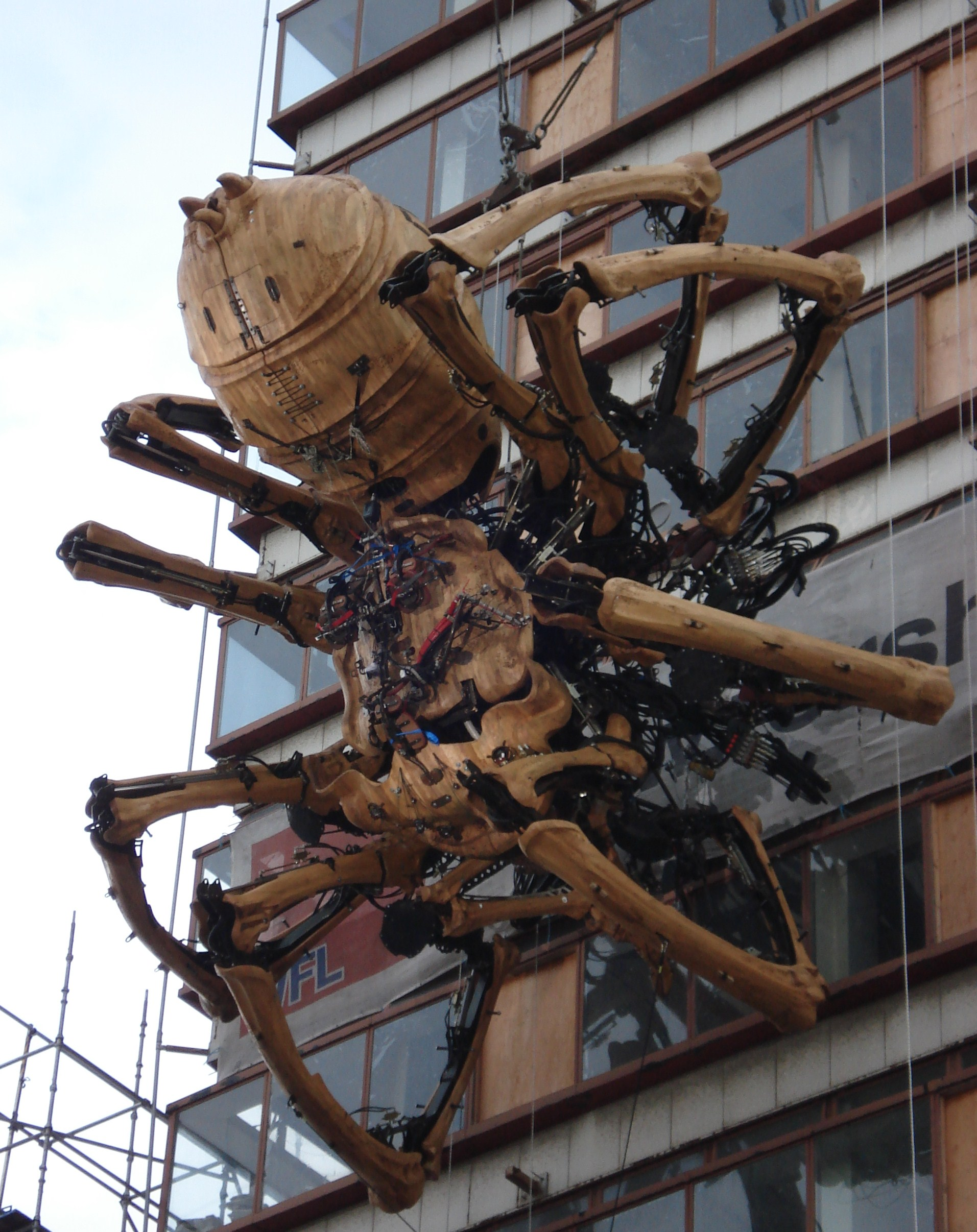
La Princesse

La Princesse is een 13-meter grote/hoge mechanische spin. De spin is ontworpen door het Franse bedrijf 'La Machine'. In september 2008 bevond de spin zich in de culturele hoofdstad van Europa, Liverpool. Het project kostte zo een 2,2 miljoen euro. De spin is maximaal 15 meter hoog en weegt 37 ton, en heeft 50 hydraulische assen. Voor de beweging zijn 16 kranen, 6 vorkheftrucks en 250 personeelsleden nodig.